# Christian Tischner
Christian Tischner (ur. 18 sierpnia 1981 w Greiz) – niemiecki polityk, działacz Unii Chrześcijańsko-Demokratycznej (CDU), minister w rządzie Turyngii.

## Życiorys
W 2001 roku zdał egzamin maturalny, po czym rozpoczął studia historii i nauk politycznych w Jenie oraz w Halle (Saale). W 2006 roku ukończył pierwszy egzamin państwowy dla nauczycieli szkół średnich. Następnie odbył dwuletnią aplikację nauczycielską w liceum państwowym w Greiz, którą zakończył w 2008 roku zdaniem drugiego egzaminu państwowego.
W latach 2008–2014 pracował jako nauczyciel historii i wiedzy o społeczeństwie w liceum w Greiz oraz jako pracownik naukowy na Uniwersytecie im. Fryderyka Schillera w Jenie. Równolegle w latach 2011–2013 był lektorem akademickim na Uniwersytecie w Bremie, a w latach 2011–2016 wykładowcą w Centrum Kompetencji Kluczowych Uniwersytetu w Pasawie. W roku szkolnym 2013/2014 pracował także jako nauczyciel w zespole szkół im. Adolfa Reichweina w Jenie.
Z polityką związany jest od 1997 roku, kiedy wstąpił do CDU. Od 1999 roku zasiada we władzach powiatowych partii w powiecie Greiz. Od 2004 roku jest radnym miasta Greiz, a od 2009 również członkiem rady powiatu Greiz. W 2014 roku został wybrany do landtagu Turyngii. W 2024 roku dołączył do zarządu CDU w Turyngii.
13 grudnia 2024 roku objął urząd ministra edukacji, nauki i kultury Turyngii. Tego samego dnia został również członkiem zastępczym Bundesratu. 

## Życie prywatne
Jest żonaty, ma dwoje dzieci. Wyznaje protestantyzm